# 행복환희래고문
《행복환희래고문》(중국어 간체자: 幸福还会来敲门, 정체자: 幸福還會來敲門, 병음: Xìng fú hái huì lái qiāo mén 싱푸하이후이라이차오먼[*])은 2020년 방송되었던 중국의 드라마이다.

## 소개
- 의사 자립이 사랑과 사업의 이중타격을 겪은 후 뜻밖의 경찰 팡옌의 조력자가 되어 팡옌의 도움을 받아 슬럼프에서 벗어나 다시 행복을 추구하는 이야기

## 등장 인물
- 녜위안 - 황자립 역
- 우진옌 - 팡옌 역
- 마오쥔제 - 류만옥 역
- 쳰융천 (Benny) - 왕준일 역
- 리청위안 (李呈媛) - 종청 역
- 바이판 - 우주임 역
- 풍은학 (冯恩鹤) - 종정도 역
- 곽가명 (郭家铭) - 황자강 역